# Interferó
Els interferons (IFN) són proteïnes segregades per determinades cèl·lules dels vertebrats quan són infectades per un virus. S'uneixen a la membrana plasmàtica de les cèl·lules sanes i les immunitzen davant la infecció per al mateix o altres virus. Permeten la comunicació entre les cèl·lules per activar les defenses de protecció del sistema immunitari per a l'erradicació de patògens o tumors.
Els interferons pertanyen a una gran classe de glicoproteïnes conegudes com a citocines. Tenen la capacitat d'«interferir» amb la replicació viral dins de les cèl·lules hoste. També tenen altres funcions: activar les cèl·lules immunitàries, com ara les cèl·lules assassines naturals o els macròfags, que augmenten el reconeixement de la infecció o de cèl·lules tumorals fins a la regulació de la presentació d'antígens als limfòcits T, i que augmenten la capacitat de les cèl·lules hoste no infectades per resistir la nova infecció per virus. Alguns símptomes, com ara dolors musculars o febre, es relacionen amb la producció d'interferó durant la infecció.
Prop de deu interferons diferents han estat identificats en mamífers, set dels quals han estat descrits per als éssers humans. En general es divideixen en tres classes: IFN tipus I, IFN tipus II i IFN tipus III. Totes les classes d'interferons són molt importants per a combatre les infeccions víriques.

## Tipus d'interferó
Basat en el tipus de receptor mitjançant el qual és mostra, els interferons humans s'han classificat en tres tipus principals
- Interferó tipus I: Tots els tipus d'interferó del tipus I s'uneixen a un complex de receptor de superfície cel·lular específic conegut com a receptor d'IFN-α (IFNAR) que consta de cadenes IFNAR1 i IFNAR2.[1] Els interferons de tipus I presents en els éssers humans són IFN-α, IFN-β i IFN -ω.[2]
- Interferó tipus II: S'uneix a IFNGR, que consisteix en cadenes IFNGR1 i IFNGR2. En els éssers humans és l'IFN-γ.
- Interferó tipus III: El senyal a través d'un complex receptor que consisteix en IL10R2 (també anomenat CRF2-4) i IFNLR1 (també anomenat CRF2-12). L'acceptació d'aquesta classificació és menys universal que la de tipus I i tipus II, a diferència dels altres dos, que no està inclòs en el Medical Subject Headings.[3]

## Descobriment

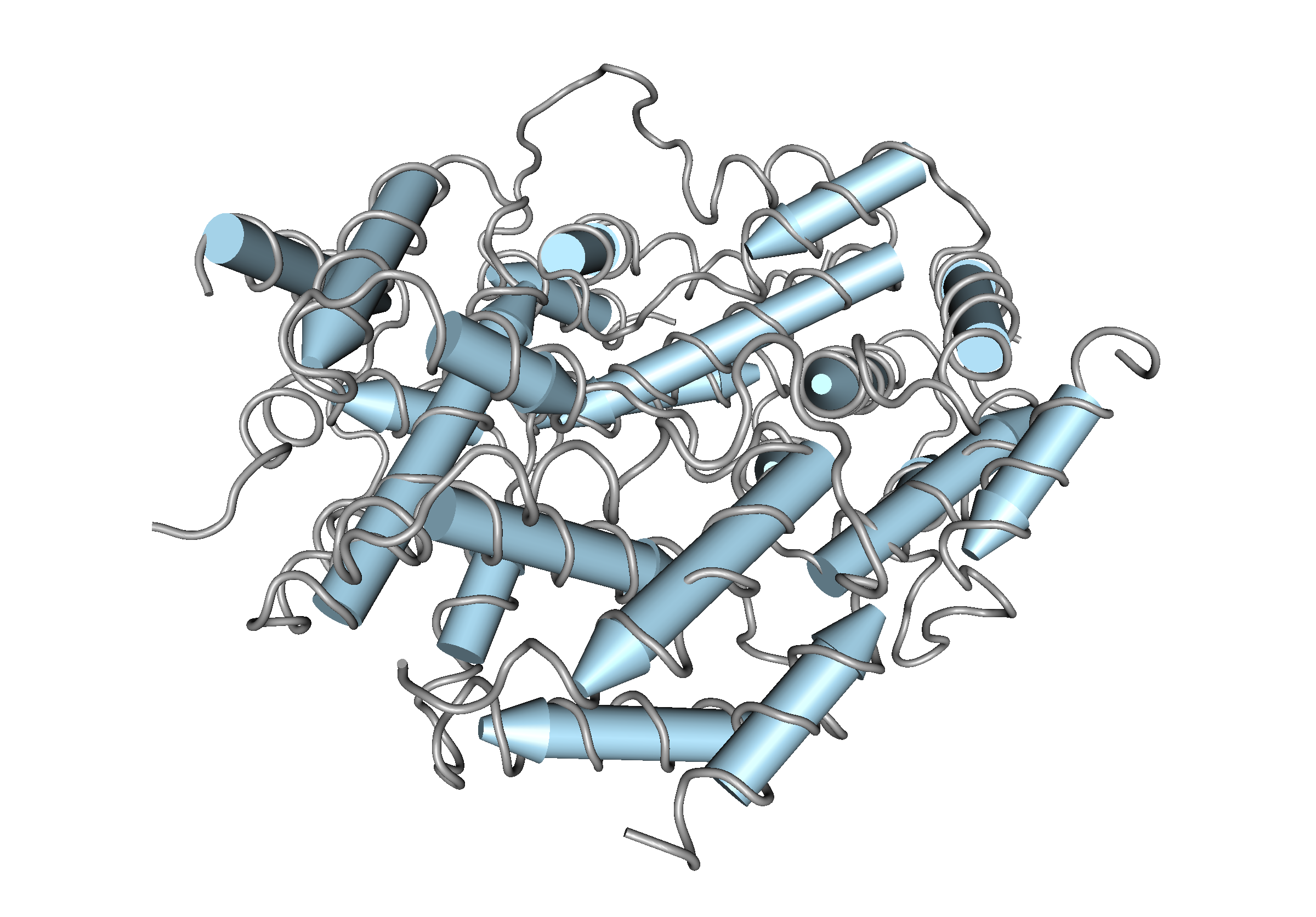
Interferó

En un principi es va sospitar de l'existència d'aquestes substàncies a partir de l'observació mèdica que pacients que patien una malaltia vírica no patien, simultàniament, una segona malaltia d'aquest tipus, el que suggeria que la primera infecció vírica interferia en el desenvolupament de la segona. Quan es va descobrir l'interferó en la dècada de 1950 s'esperava que pogués ser útil per al tractament de malalties víriques, la major part de les quals no eren susceptibles de ser tractades per antibiòtics o altres fàrmacs
Entre aquestes malalties hi ha el refredat, la poliomielitis, la varicel·la, l'herpes, l'hepatitis vírica. Però el més important és que pensava que l'interferó es podria utilitzar per tractar alguns tipus de càncer que durant molt de temps s'havia sospitat que eren produïts per virus. Però durant molts anys l'interferó va continuar sent un enigma perquè només se'n produïa en petites quantitats en les cèl·lules infectades, el que donava poques esperances que es pogués aïllar en quantitats suficients per establir-ne l'estructura i comprovar-ne l'activitat biològica.
Amb el desenvolupament de mètodes eficaços d'aïllament i d'identificació de traces de proteïnes i dels seus gens, es va veure que els interferons eren glucoproteïnes amb uns 160 aminoàcids.

## Teràpia amb interferó

### Malalties

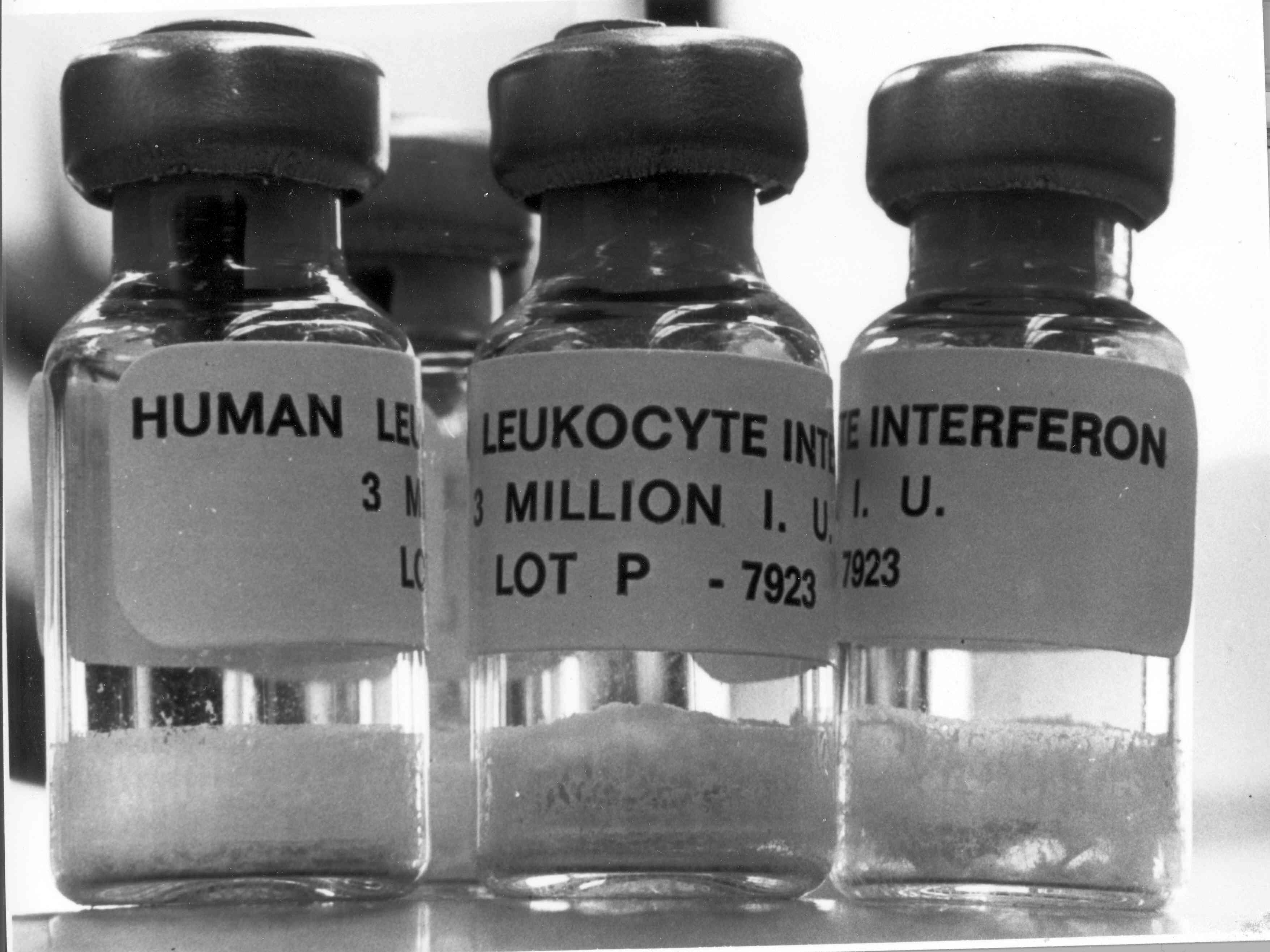
Tres vials plens amb interferó de leucòcits humans

L'interferó beta-1a i interferó beta-1b s'utilitzen per tractar i controlar l'esclerosi múltiple, una malaltia autoimmunitària. Aquest tractament és eficaç per frenar la progressió i l'activitat de la malaltia en l'esclerosi múltiple remitent–recurrent i la reducció dels atacs en l'esclerosi múltiple secundària progressiva.
L'interferó alfa està indicat en el tractament de l'hepatitis C i de la leucèmia mielògena crònica.
Quan s'utilitzen en el tractament sistèmic, els interferons s'administren principalment amb una injecció intramuscular. La injecció dels interferons en el múscul, en la vena o sota la pell és generalment ben tolerada. Els efectes adversos més freqüents són símptomes similars a la grip: l'augment de la temperatura corporal, sensació de malestar, fatiga, mal de cap, dolor muscular, convulsions, marejos, pèrdua de cabell, i la depressió. L'eritema, dolor i induració en el lloc d'injecció també s'observen amb freqüència. La teràpia amb interferó causa immunosupressió, en particular mitjançant la neutropènia i pot donar lloc a algunes infeccions que es manifesten de maneres inusuals.

### Formulacions de fàrmacs
| Nom genèric                                       | Nom comercial               |
| ------------------------------------------------- | --------------------------- |
| Interferó alfa 2a                                 | Roferon A                   |
| Interferó alfa 2b                                 | Intron A/Reliferon/Uniferon |
| Human leukocyte Interferon-alpha (HuIFN-alpha-Le) | Multiferon                  |
| Interferó beta 1a, liquid form                    | Rebif                       |
| Interferó beta 1a, lyophilized                    | Avonex                      |
| Interferó beta 1a, biogeneric (Iran)              | Cinnovex                    |
| Interferó beta 1b                                 | Betaseron/ Betaferon        |
| Interferó gamma 1b                                | Act«immune»                 |
| Peginterferó alfa 2a                              | Pegasys                     |
| Peginterferó alfa 2a (Egipte)                     | Reiferon Retard             |
| Peginterferó alfa 2b                              | PegIntron                   |
| Peginterferó alfa 2b i ribavirina (Canada)        | Pegetron                    |

Diversos tipus diferents d'interferó van ser aprovats pel seu ús en éssers humans. Des del 10 març de 2009, Multiferon — una marca coneguda genèricament interferó alfa leucocitari humà com (HuIFN-alfa-Li)— s'està utilitzant en catorze països europeus. Aquest medicament va ser aprovat per al tractament de pacients amb alt risc (fase IIb-III) de melanoma cutani, després de dos cicles de tractament amb dacarbazina, arran d'un assaig clínic fet a Alemanya.

## Classificació
Cada espècie de vertebrat pot produir almenys tres tipus diferents d'interferons al llarg de la infecció vírica: en els fibroblasts del teixit connectiu, en els leucòcits i en els limfòcits T.

## Mètode d'actuació
La unió dels interferons a la membrana de les cèl·lules sanes indueix la formació d'enzims específics que poden destruir els mRNA vírics i inactivar un factor d'iniciació per la síntesi de la proteïna ribosòmica, el que impedeix l'expressió dels gens virals en la cèl·lula hoste.
El 1980, el gen de l'interferó dels leucòcits humans va ser aïllat i recombinat en un plasmidi d'Escherichia coli per grups d'investigadors de Suïssa i Estats Units. Els esforços radiquen en produir interferons humans a gran escala a partir d'aquests gens per tal de fer front a determinats càncers i comprendre millor les malalties víriques humanes.